# Сонце+
«Сонце+» — загальноукраїнський розважальний телеканал.

## Історія
Влітку 2024 року стало відомо, що «Студія Пілот» запускає телеканал «Сонце+». 11 липня «Сонце+» став переможцем конкурсу Національної ради з питань телебачення і радіомовлення на отримання ліцензії на мовлення в MX-3 цифрової етерної мережі DVB-T2. Цей проєкт, на відміну від каналу «Сонце», спрямований на чоловічу аудиторію (35-45 років). Генеральна директорка мовника Крістіна Хлапоніна розказала, що його глядач — захисник України з активною позицією та загостреним почуттям справедливості. Планується, що 60 % етеру складатиме національний продукт і 40 % — закупний. Серед них фільми і програми від «Студії Пілот», а також трилери, екшени та детективи іноземного виробництва.
31 липня того ж року телеканал почав мовлення в MX-3 цифрової етерної мережі DVB-T2.
На засіданні 8 серпня того ж року НацРада перевела «Сонце+» в мультиплекс MX-7 замість телеканалу «Сонце», який натомість перевели в MX-3. Вже наступного дня «Сонце» розпочало мовлення в MX-3. Водночас, «Сонце+» призупинив мовлення.
4 вересня того ж року телеканал відновив мовлення та перейшов з MX-3 до MX-7, але 30 жовтня призупинив мовлення через закінчення періоду технічного мовлення в MX-7.

## Наповнення етеру

### Програми
- 3х4 найкумедніше домашнє відео
- Битва версій
- Гарячі новини на Сонці
- Гучна справа
- Життя домашніх тварин
- Лабіринт
- Море по коліно
- На власні очі
- Найкращий кухар на селі
- Технодром

### Серіали
- CSI: Місце злочину
- CSI: Нью-Йорк
- Гаваї 5.0
- Злочин у раю
- Мислити як вбивця
- Справа Дойлів
- Чорний список

## Мовлення

### Етерне цифрове мовлення
| Канал | Мультиплекс | Стандарт | EPG | Формат мовлення |
| ----- | ----------- | -------- | --- | --------------- |
| 8     | MX-7        | DVB-T2   | Ні  | SD 576i 16:9    |